# Jeremiás István
Jeremiás István (?–1762) református lelkipásztor, esperes. 

## Tanulmányai
Származásáról nincsen adatunk. Tanulmányait Nagyenyeden kezdte, ahol 1716. június 11-én subscribált. Enyedi tanulmányai után 1721-ben a máramarosi református líceum rektorává nevezték ki. 1724-ben Utrechtben tanult.

## Szolgálata
Külföldi tanulmányútjáról hazatérve egyházi szolgálatba lépett. 1730-ban Técsőn szolgált lelkészként, onnan hívta meg a szatmárnémeti református egyházközség 1731-ben. 1736-ban a szatmári egyházmegye jegyzőjének választják, majd 1737-ben a traktus esperese lett. Németiben 1738-ig maradt. Kiss Kálmán homályosan utal az eltávozásának okára: „Az első tanitó szuplantációja folytán az egyház nyugalma felháborittatott s J. I. a zavargókat ott hagyván F.-Gyarmatra ment.” Mivel nem maradtak fenn részletes adatok az ügyről, nem tudjuk, hogy miből is állt Bájoki János akkori rektor gáncsoskodása, minden esetre emiatt Jeremiás Fehérgyarmatra ment lelkészkedni, ahol haláláig, 1762-ig szolgált és látta el a továbbiakban is az esperesi teendőket is. Róla nevezték el utódai az 1738–1796 közötti évek egyházmegyei vizitációinak jegyzőkönyvét. A németi egyházközségben történt kellemetlenségek következményeképpen Jeremiás esperesként 1741-ig nem látogatta a németi egyházközséget, Széles András szerint azért, mert megharagudott a gyülekezetre.
Kortársai és utódai is egyaránt rendkívül jó véleménnyel voltak felőle.